# Indonesië op de Olympische Zomerspelen 1968
Indonesië nam deel aan de Olympische Zomerspelen 1968 in Mexico-Stad, Mexico. Het land was weer aanwezig nadat het tijdens de vorige editie ontbrak.

## Deelnemers en resultaten
(m) = mannen, (v) = vrouwen 

### Gewichtheffen
| Olympiër         | Discipline  | Resultaat | Prestatie                                                                           |
| ---------------- | ----------- | --------- | ----------------------------------------------------------------------------------- |
| Charlie Depthios | -56kg (m)   | DNF       | drukken: geen geldige poging                                                        |
| Madek Kasman     | -60kg (m)   | 13e       | drukken: 15de met 105kg trekken: 13de met 100kg stoten: 6de met 140kg totaal: 345kg |
| Irsan Husen      | -82,5kg (m) | DNF       | drukken: geen geldige poging                                                        |

### Zeilen
| Olympiër                    | Discipline      | Resultaat | Prestatie                            |
| --------------------------- | --------------- | --------- | ------------------------------------ |
| Robert Lucas                | finn            | 35e       | 272 punten: (30-DNF-31-35-34-30-DNF) |
| John Gunawan Tan Tjong Sian | flying dutchman | 29e       | 234 punten: (26-25-28-29-28-28-28)   |

Afghanistan · Algerije · Amerikaanse Maagdeneilanden · Argentinië · Australië · Bahama's · Barbados · België · Bermuda · Birma · Bolivia · Bondsrepubliek Duitsland · Brazilië · Brits-Honduras · Bulgarije · Canada · Centraal-Afrikaanse Republiek · Ceylon · Chili · Colombia · Congo-Kinshasa · Costa Rica · Cuba · Denemarken · Dominicaanse Republiek · Duitse Democratische Republiek · Ecuador · El Salvador · Ethiopië · Fiji · Filipijnen · Finland · Frankrijk · Ghana · Griekenland · Groot-Brittannië · Guatemala · Guinee · Guyana · Honduras · Hongarije · Hongkong · Ierland · IJsland · India · Indonesië · Irak · Iran · Israël · Italië · Ivoorkust · Jamaica · Japan · Joegoslavië · Kameroen · Kenia · Koeweit · Libanon · Libië · Liechtenstein · Luxemburg · Madagaskar · Maleisië · Mali · Malta · Marokko · Mexico · Monaco · Mongolië · Nederland · Nederlandse Antillen · Nicaragua · Nieuw-Zeeland · Niger · Nigeria · Noorwegen · Oeganda · Oostenrijk · Pakistan · Panama · Paraguay · Peru · Polen · Portugal · Puerto Rico · Roemenië · San Marino · Senegal · Sierra Leone · Singapore · Soedan · Sovjet-Unie · Spanje · Suriname · Syrië · Taiwan · Tanzania · Thailand · Trinidad en Tobago · Tunesië · Turkije · Tsjaad · Tsjecho-Slowakije · Uruguay · Venezuela · Verenigde Arabische Republiek · Verenigde Staten · Vietnam · Zambia · Zuid-Korea · Zweden · Zwitserland